# Diego Castillo
Diego Alejandro Castillo (Barquisimeto - 28 de octubre de 1997) es un beisbolista venezolano que juega en las posiciones del cuadro de los Pittsburgh Pirates, en las Grandes Ligas de Béisbol (MLB).

## Carrera
Los New York Yankees firmaron a Castillo, como agente libre internacional, en diciembre de 2014. El 26 de julio de 2021, los del Bronx cambiaron a Castillo junto con Hoy Park, a los Piratas, por Clay Holmes.
En 104 partidos, entre doble A y triple A, Castillo despachó 19 jonrones y 24 dobles con un OPS de .842.
Los Piratas agregaron a Castillo al roster de 40 hombres después de la temporada 2021.

### 2022
Debutó en Grandes Ligas en la jornada inaugural de la temporada, el 7 de abril de 2022. Aun cuando no formaba parte de la alineación del mánager Derek Shelton, ingresó como emergente en el primer inning, luego que el tercera base Ke’Bryan tuviera que abandonar el juego por un calambre en una rodilla.  Castillo se convirtió en el vigésimo sexto venezolano que se estrena en las mayores  en el juego del día inaugural, pero no tuvo suerte con el madero y se fue en blanco en tres turnos.
En su segundo partido en Grandes Ligas consiguió también su primer hit. Tomó turno como bateador emergente contra el lanzador relevista T.J. McFarland y disparó un doble en el juego en el que su equipo perdió, en el Busch Stadium, la sede de los Cardenales de San Luis.
En los primeros 13 juegos, Castillo tuvo una línea ofensiva de .406/.429/.969 con un OPS de 1.398,  e igualó a Byron Buxton, a Rafael Devers y a Luis Robert en el liderato de carreras empujadas con 12.